# Бовкун, Иван Михайлович
Иван Михайлович Бовкун (1908—1988) — командир партизанского отряда «За Родину» во время Великой Отечественной войны, Герой Советского Союза (1944).

## Биография
Родился 20 февраля 1908 года в станице Старокорсунская (ныне в Карасунском внутригородском округе Краснодара) в семье казака-пластуна. 

Получил неполное среднее образование, работал в родной станице. 

В 1927 году он поступил на подготовительные курсы кавалерийской школы в Краснодаре. 

В октябре 1928 года поступил во Владикавказскую пехотную школу. 

В 1931 году стал командиром взвода 43-го стрелкового полка Киевского военного округа, в мае 1938 года — командиром отдельной пулемётной роты Могилёв-Ямпольского укреплённого района, в октябре 1938 года — командиром стрелкового батальона, в декабре 1940 года — командиром 19-го мотострелкового полка. 

В 1941 году вступил в ВКП(б).
В начале Великой Отечественной войны полк Ивана Бовкуна вёл бои на Украине. В ходе боёв под Киевом полк попал в окружение. 

В октябре 1941 года на территории Носовского района Черниговской области Стратилатом М. И. был сформирован партизанский отряд, названный «За Родину». Весной 1942 года вместе с несколькими нежинскими подпольщиками пришел в отряд Стратилата. Позже, вместо Стратилата, ставшего начальником штаба, а потом комиссаром, отрядом стал командовать кадровый военный Иван Бовкун. За время своей деятельности во вражеском тылу отряд вырос в крупное партизанское соединение общей численностью в 5 тысяч бойцов. Оно состояло из 3 партизанских полков, разведотряда, хозчасти, госпиталя. За два года партизаны соединения Ивана Бовкуна совершили в общей сложности 69 диверсий на железнодорожных путях, пустили под откос 18 немецких эшелонов с живой силой, техникой и боеприпасами, пустили под откос 3 бронепоезда, один из них назывался «Адольф Гитлер», уничтожили 83 моста на железных и шоссейных дорогах через реки Вересочь, Остер, Десну, Крапивочку, Носовочку, Трубеж, уничтожили около 70 километров линий телефонной и телеграфной связи, захватили и уничтожили 50 автомашин, 6 речных пароходов, 3 баржи и 2 катера на Днепре, Десне и Припяти, сбили 2 самолёта «Ю-88», захватили 10 складов с продуктами, топливом и боеприпасами, уничтожили более 1000 вражеских солдат и офицеров. Партизаны сумели сохранить в зоне своего контроля урожай 1943 года, обороняли от противника населённые пункты и срывали угоны мирного населения в Германию на работы. 19 сентября 1943 года два полка соединения захватили 3 переправы через Днепр в районе сёл Теремцы и Домантово, одну переправу на Припяти и сумели удержать до подхода советских войск, несмотря на мощные контратаки противника.
Указом Президиума Верховного Совета СССР «О присвоении звания Героя Советского Союза командирам партизанских отрядов Украинской ССР» от 4 января 1944 года за «умелое и мужественное руководство боевыми операциями партизанских отрядов по овладению переправами на реках Днепре, Десне и Припяти севернее Киева, удерживание переправ по подхода частей Красной Армии и проявленные при этом отвагу и геройство» был удостоен высокого звания Героя Советского Союза с вручением ордена Ленина и медали «Золотая Звезда» за номером 2887.
После освобождения Киева партизанское соединение «За Родину» было расформировано, после чего стал начальником штаба партизанского движения при разведывательном управлении 1-го и 4-го Украинских фронтов. Спецгруппы, которые он готовил, десантировались с Львовского аэродрома на оккупированные фашистами территории Польши, Венгрии, Чехословакии, Югославии. В мае 1945 года он стал слушателем Военной академии имени Фрунзе.
В 1945 И. Бовкун не согласился на предложение признать, что действиями партизанского соединения "За Родину" якобы руководил первый секретарь Черниговского обкома КП(б)У, которого партия оставила в тылу врага для организации сопротивления на той территории Украины, где действовало партизанское соединение "За Родину" под командованием И. Бовкуна. Следствием этого отказа явился арест И. Бовкуна по сфабрикованному обвинению и заключение в Лефортово.
10 апреля 1946 был арестован и обвинен «… в том, что будучи командиром партизанского соединения „За родину“ злоупотреблял своим служебным положением и незаконно расстреливал советских партизан».
В 1950 И. Бовкун был полностью реабилитирован, возвращены все звания и награды и ему было предложено вернуться на военную службу, но по состоянию здоровья И. Бовкун ушел в отставку, получал военную пенсию, написал 2 книги, занимался общественной деятельностью, работал директором кинотеатра.
Через год после выхода книги «Солдаты второго фронта» она была изъята, и Бовкун Иван Михайлович был исключён из партии в 1959 г. Восстановлен в рядах КПСС XXIV-м съездом.
Умер 8 июля 1988 года, похоронен на львовском Лычаковском кладбище.

## Награды и звания
- Звание Герой Советского Союза. Указ Президиума Верховного Совета СССР от 4 января 1944 года:
  - Орден Ленина,
  - Медаль «Золотая Звезда» № 2887.
- Орден Красного Знамени.
- Орден Красного Знамени.Приказ Военного совета 1 Украинского фронта № 04/н от 28 января 1945 года.
- Орден Отечественной войны I степени. Указ Президиума Верховного Совета СССР от 11 марта 1985 года.
- Орден Красной Звезды.
- Медаль «За победу над Германией в Великой Отечественной войне 1941—1945 гг.». Указ Президиума Верховного Совета СССР от 9 мая 1945 года.
- Медали СССР.[1]
- Знак «Партизан Житомирщины».

## Мемуары
- Солдаты второго фронта. Львов, 1957 г. (Бовкун Іван. Солдати другого фронту . Літературний запис Анатолія Стася Львів Книжково-журнальне вид-во 1957 г. 345 с.)
- Подвиг под псевдонимом. М. Детская литература. 1978 г. 240 с.

Через год после выхода книги «Солдаты второго фронта» она была изъята и Бовкун Иван Михайлович был исключён из партии в 1959 г., восстановлен в рядах КПСС XXIV-м съездом.